# Dolichothrix
Dolichothrix é um género botânico pertencente à família Asteraceae.